# Alfie (film 2004)
Alfie – amerykańsko-brytyjski film fabularny z 2004 roku w reżyserii Charlesa Shyera z Jude’em Lawem w roli głównej. Remake filmu pod tym samym tytułem z 1966 roku z Michaelem Caine’em w roli głównej.

## Fabuła
Alfie to mieszkający w Nowym Jorku niepoprawny kobieciarz, który w pewnym momencie znajduje się na życiowym zakręcie. Jego beztroskie podejście do związków i kobiet obraca się przeciwko niemu i burzy wypracowaną filozofię. Pokonując kolejne przeciwności losu, przekonuje się, że jego życie było do tej pory zabawne, lecz puste.

## Obsada
- Jude Law – Alfie
- Sienna Miller – Nikki
- Susan Sarandon – Liz
- Marisa Tomei – Julie
- Jane Krakowski – Dorie
- Nia Long – Lonette
- Omar Epps – Marlon
- Finlay Robertson – Kev, młody geniusz
- Kevin Rahm – Terry
- Marjan Neshat – Lindy, policjantka z drogówki
- Adoni Maropis – Farooz
- Tara Summers – Carol
- Gedde Watanabe – Pan Wing
- Jo Yang – Pani Wing
- Julienne Davis – Sascha
- Anastasia Griffith – Chyna
- Stephen Gaghan – Adam

i inni.